# Олександр III (російський імператор)
Олекса́ндр III Олекса́ндрович (26 лютого (10 березня) 1845, Анічков палац, Санкт-Петербург, Російська імперія — 20 жовтня (1 листопада) 1894, Лівадійський палац, Лівадія, Таврійська губернія, Російська імперія) — імператор Російської імперії (1881—1894). Другий син Олександра II та Марії Олександрівни. Батько Миколи II, Георгія Олександровича і Михайла Олександровича. Проводив реакційну політику, ухвалив низку контрреформ щодо посилення самодержавної влади монарха та централізації і скасував чи обмежив деякі ліберальні реформи його попередників 1860—1870-их років (судової, земської, міської, освітньої). Водночас під тиском економічних і соціальних обставин змушений був провести низку позитивних економічних реформ (скасування подушного податку, впровадження обов'язкового викупу, зменшення викупних сплат тощо). Вів політику зросійщення та релігійної нетерпимості щодо поневолених народів (українців, поляків, євреїв тощо). Сучасники і пізніші російські історики відзначають його заслугу в тому, що Росія за його правління не вела жодної війни. За це він отримав прізвисько «Миротворець».

## Життєпис
Народився 26 лютого 1845 року в Санкт-Петербурзі. Другий син російського імператора Олександра II й імператриці Марії Олександрівни. Як великий князь готувався до військової кар'єри. Його вихованням займався генерал-ад'ютант Борис Перовський, відомий професор-економіст Московського університету Олександр Чівільов, під керівництвом яких отримав загальну та спеціально-військову освіту в межах програми Академії Генерального штабу. Капітан Михайло Драгомиров викладав курс тактики й військової історії, академік Яків Грот — російської та німецької мови. Політичні та правові науки йому читали кращі професори столичних університетів, зокрема Костянтин Побєдоносцев і Сергій Соловйов.
Уже після закінчення курсу наук у двадцятирічному віці, після смерті старшого брата Миколи 12 квітня 1865 Олександр став спадкоємцем престолу і приступив до поглибленого теоретичного навчання, яке поєднував із виконанням державних завдань. 1868 року очолював комітет надання допомоги голодним. Був отаманом козацьких військ, канцлером Гельсінгфорського університету (Фінляндія). Брав участь у засіданнях Державної ради Російської імперії і Комітету міністрів Російської імперії та тих комітетів, що їх створював імператор Олександр II для боротьби з радикальними рухами. Під час російсько-турецької війни 1877—1878 років командував Рущуцьким військовим загоном. Тоді під час війни найближчим його наставником і радником був Костянтин Побєдоносцев, який мав на імператора великий вплив.

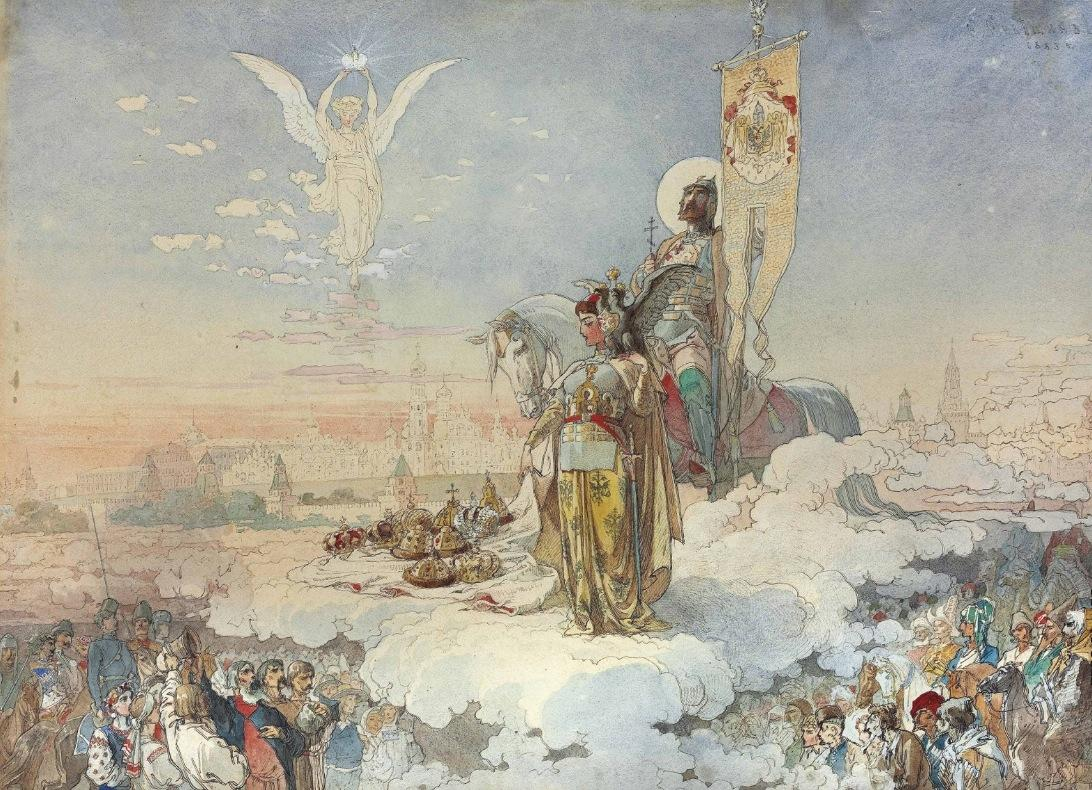
Коронація Олександра III (1883) Микола Микешин

1866 року одружився з нареченою покійного брата Миколи, донькою короля Данії Кристіана IX Глюбсбурга Марією Софією Фредерикою Дагмар, яка прийняла в Росії ім'я Марії Федорівни. Мав з нею п'ятьох дітей: Микола (1868—1918), Георгій (1871—1895), Ксенія (1875—1960), Михайло (1878—1918), Ольга (1882—1960).
Вступивши на престол 2 (14) березня 1881 року після вбивства батька народовольцями Олександра II, Імператор, побоюючись замахів, перебував в основному у Гатчинському палаці, за що був прозваний «гатчинським в'язнем».
Помер 20 жовтня 1894 у Лівадії в Криму, похований у Петропавловській фортеці.

## Внутрішня політика

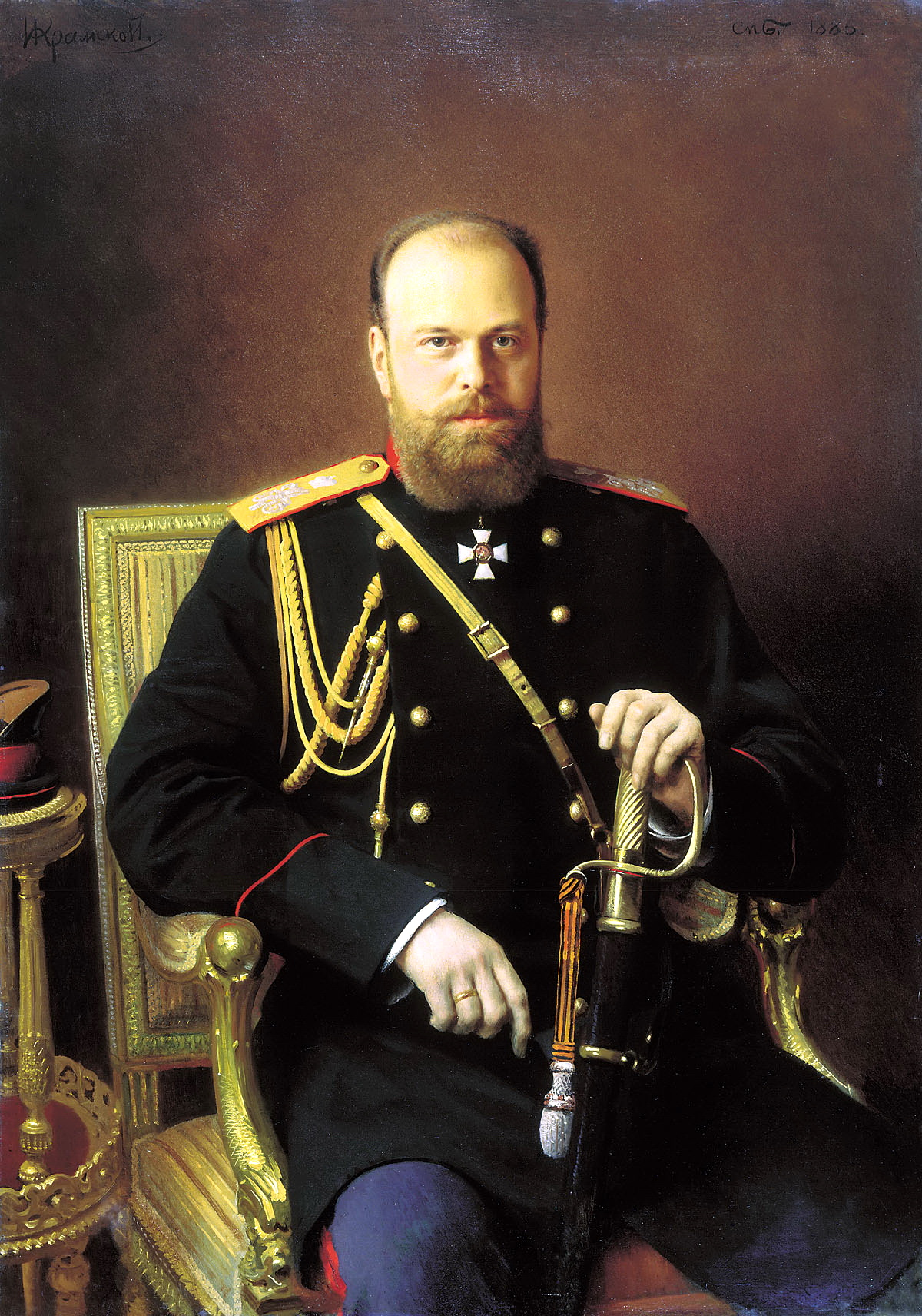
Олександр III

За політичними переконаннями був консерватором, дотримувався ідеї недоторканності самодержавної влади, збереження традиційних підвалин російського ладу, використання репресивних методів боротьби з антисамодержавним рухом. Ще до вступу на престол навколо нього як спадкоємця престолу в його резиденції — Анічковому палаці почала формуватися «русская партия» незадоволених реформаторською програмою, з формуванням політичної альтернативи офіційному курсові імператора Олександра II. У проголошеному 29 квітня 1881 року маніфесті Костянтин Побєдоносцева Олександр III окреслив курс внутрішньої політики, яка спиралася на романтичні слов'янофільські ідеї братів Аксакових, державний націоналізм Михайла Каткова з націоналістичною риторикою оберпрокурора Найсвятішого Синоду Костянтина Побєдоносцева про народний характер самодержавства. Йшлося про потребу його зміцнення за допомогою політики державного протекціонізму в промисловості та громадського землеволодіння на селі. Відкидалася і засуджувалася навіть у майбутньому ідея конституційного правління та представницьких установ при самодержцеві, як і всі інші ліберальні та демократичні течії й принципи попереднього імператора.
Підтримавши реакційний курс Костянтина Побєдоносцева, Олександр III спрямував його проти схваленого Олександром II напередодні замаху урядового повідомлення про створення особливих законодавчих комісій за участю представників від дворянства, земств та міст для обговорення проєктів наступних реформ (т. зв. конституція Лорис-Меликова). Як результат, зі складу міністерського корпусу вийшли ліберальні міністри, які виступали за продовження реформ, зокрема міністр фінансів Олександр Абаза, військовий міністр Дмитро Мілютін, міністр народної освіти Андрій Сабуров. Великий князь Костянтин Миколайович як глава ліберальної опозиції був звільнений з посади міністра Морського відомства. Для боротьби з революційним рухом Олександр III підтримав заснування в складі Міністерства внутрішніх справ «Священної дружини» за пропозицією Сергія Вітте, яка б боролася проти революційного руху й охороняла царську родину від замахів народників. Розглядалися проєкти скликання Земського собору, що існував у допетровський період, представницького органу при імператорові, який би формувався на основі прямих виборів від селянського, землевласницького, купецького та духовного станів. Проєкт «конституції Лорис-Меликова» було замінено проєктом «конституції Ігнатьєва», у якому вже не йшлося про представницький орган. Натомість офіційного характеру набула теорія необмеженого «народного самодержавства» як самобутньої форми державного управління, притаманної лише Росії, що полягала в єднанні царя з народом, у служінні самодержавному монархові. Ідея «народного самодержавства» без посередництва представницького зібрання, бюрократії та інтелігенції, на думку її авторів та послідовників, мала сприяти зміцненню верховної влади.
Для запобігання розгортанню радикальних рухів видано положення від 14 серпня 1881 року про запровадження посиленої й надзвичайної охорони, унаслідок чого місцева поліція ігнорувала права і громадянські свободи населення багатьох областей Росії. У діяльності вищих державних установ Олександр III ішов проти принципів Олександра II. Обмежувалися функції Державної ради Російської імперії, де засідало багато ліберальних чиновників, й обговорення законів відбувалося в Раді міністрів Російської імперії. Кабінет міністрів Російської імперії, аби зменшити роль Правительствуючого Сенату, в якому також переважали ліберально помірковані сановники, виступав у ролі вищої судової інстанції. І все ж таки Державна рада Російської імперії, як і вся вища бюрократія, обмежувала самодержавну владу імператора, змушуючи його відмовлятися від багатьох своїх намірів.
Розпочаті Олександром II ліберальні реформи — земська реформа 1864 року і міська реформа 1870 року — переглядалися, і найперше — судова реформа 1864 року. Костянтин Побєдоносцев підготував проєкт нової судової реформи зі скасуванням суду присяжних засідателів, гласності судочинства, адвокатури, незмінності суддів на посадах. Однак Державна рада Російської імперії загальмувала його розгляд. Одним із наслідків стало запровадження цензу для присяжних засідателів на користь представників дворянського стану. А також створення 1889 року інституту земських дільничних начальників, яким передавалися функції мирових суддів.
Реформі місцевого управління передувала діяльність позавідомчої комісії під головуванням статс-секретаря Михайла Каханова, до складу якої ввійшли представники різних міністерств та науковці, за участю відомих земських і громадських діячів, які повинні були запропонувати досконалішу форму організації місцевої влади. Помірковано-ліберальні настрої її членів, зокрема пропозиція створити нову адміністративно-територіальну одиницю — всестанову волость, були засуджені верховною владою, й комісія, не закінчивши роботи, припинила діяльність. Піддавалися перегляду такі принципи місцевого самоврядування, як виборність, всестановість, ішлося про повне його підпорядкування державній владі шляхом насадження державного контролю й опіки. Земські дільничні начальники наділялися сильною й самовільною владою над органами самоврядування. Нове земське положення, запроваджене 1890 року, ліквідувало елементи самостійності й незалежності земств від бюрократичної влади, згідно з ним земські управи вводилися в систему державних установ, а земські зібрання підпорядковувалися контролю губернаторів. Всестановий принцип замінювався становим з переважанням дворянського землевласницького елементу. Здійснено спробу змінити 1892 року й міське самоврядування, внаслідок чого скорочувалася чисельність міських дум та обмежувалися їхні повноваження. Будь-яке рішення міської думи набувало практичного втілення лише в разі схвалення його губернатором. Підвищено майновий ценз для участі у виборах, унаслідок чого виборчого права позбавлялися дрібні власники торговельно-промислових закладів, прикажчики.
У галузі освіти відбувся відступ від ліберальних статутів 1860-х років. В основі нового курсу покладено ідею підпорядкування науки державним потребам. Загальний університетський статут 1863 року замінено новим статутом 1884 року, який проголошував університети державними установами, а професорів — посадовими особами, підпорядкованими міністрові народної освіти. Університетська автономія ліквідовувалася, урізалися права університетських рад, і на зміну виборному приходив принцип призначення ректорів, професорів та деканів. Практично керівництво університетами перебирав на себе державний чиновник, попечитель навчального округу. Зросла роль інспекторів студентів і педелів, ліквідовано університетський суд. Програми викладання на юридичних і філологічних факультетах тенденційно спрощувалися. Продовжувала зміцнюватися класична гімназія, куди, як і в реальні училища, доступ вихідців із нижчих станів обмежувався. Військові гімназії, створювані під час військових реформ 1860–1870-х років, були перетворені на кадетські корпуси старого типу. Найсвятіший Синод почав підпорядковувати початкову освіту церковному управлінню, відкриваючи церковнопарафіяльні школи при церквах у тих селах, де їх не було раніше. Запроваджувався нагляд інспекторів народних училищ за земськими школами відомства міністерства народної освіти.
Переглянуто цензурний статут й запроваджено «тимчасові» правила від 27 серпня 1882 року, згідно з якими періодичні видання узалежнювалися від Міністерства внутрішніх справ, зменшувалася гласність через обмеження громадськості висловлювати в пресі свої думки.

### Економічна політика
В економічній політиці Олександр III зосередився на зміцненні ролі державних структур, зокрема, 1889 року створено департамент залізниць у міністерстві фінансів, який керував їх будівництвом та викуповував у казну приватні залізниці. Верховна влада підтримала програму міністра фінансів Миколи Бунге, спрямовану проти вільної торгівлі, з організованим дрібним кредитом для селянських господарств. 1886 року прийнято закони про переведення державних селян з оброку на викупні платежі. Викуп землі набув обов'язкового характеру з пониженням розміру викупних платежів до 20 % відносно проголошених у положенні від 19 лютого 1861 року, і селяни почали отримувати кредити в спеціально створеному Селянському поземельному банку з 38-ма відділеннями по всій Росії (1882). Тоді ж були підготовлені правила про переселення селян на незайняті землі. Засновано 1885 року державний банк для переоблаштування дворянських господарств. Під державний нагляд були взяті міські й громадські банки, що вело не лише до впорядкування банківської справи, а й до гальмування її розвитку. Засуджувалася кругова порука, хоча її й не було скасовано.
Неврожаї 1883 і 1885 років спонукали до посилення ролі держави в регулюванні хлібної торгівлі, зокрема введення хлібних тарифів, було підвищено розмір мита для товарів, що ввозилися. Для сприяння промисловому розвиткові 1891 року запроваджено новий митний тариф. До Державної ради Російської імперії внесено і схвалено, попри протести Костянтина Побєдоносцева, закон про скасування подушного податку (1883), що стало важливим кроком у заміні станового оподаткування майновим цензом. Для погашення нестачі в державному бюджеті збільшувалися поземельні збори з колишніх державних селян на 45 % під приводом їхнього переведення з оброку на викуп (1886), підвищено акциз на спирт. У кінцевому підсумку кошти надходили від тих же податних станів, хоча частина податкового тягаря перекладалася також і на заможні прошарки суспільства, зокрема через запровадження закону про податок на спадок (1882) та на цінні папери (1885). У фінансовому відношенні Росія за Олександра III переживала значні труднощі через слабкий розвиток національної промисловості. Для зміцнення курсу рубля міністерство фінансів вдалося до запровадження зовнішніх і внутрішніх позик та введення нових податків на предмети першої необхідності, такі як сірники й гас. Міністр фінансів Іван Вишнеградський, котрий замінив Миколу Бунге, вдався до співпраці з представниками великих російських підприємців і провадив інтенсивне будівництво залізниць.
Запроваджувалося фабрично-заводське законодавство, згідно з яким набували чинності правила найму і звільнення робітників, умови виплати заробітної платні, із забороною натуральної форми розрахунків, запроваджено контроль за накладанням штрафів, а також за використанням праці малолітніх. Для нагляду за дотриманням цих заходів створено фабрично-заводську інспекцію (1882), обов'язки якої постійно розширювалися й полягали в контролі за влаштуванням шкільного навчання дітей на фабриках, дотриманням закону про заборону праці в нічну зміну для дітей і жінок. Запроваджено низку покарань за підбурювання та участь у страйках.

### Політика зросійщення
У питанні національної політики Олександр III дотримувався старої, миколаївської охоронної формули «самодержавство, православ'я, народність», переорієнтувавши її на захист на завойованих імперією територіях суверенних прав монархії та російського народу. Під час правління Олександра III великодержавного шовінізму та релігійної нетерпимості стосовно неросіян (зокрема, стосовно українців) та неправославних. Під впливом Костянтина Побєдоносцева зросла роль православної церкви, яка остаточно поглиналася державною системою, що пронизувала наскрізь церковну організацію, з уніфікацією віри — у багатонаціональній імперії це набувало ознак релігійно-національного гніту. Віротерпимість, впроваджувана законом від 3 травня 1883 року, змінювалася систематичним переслідуванням сектантів — пашковців, толстовців, духоборів, зокрема, штундистам 1894 року було заборонено збиратися на молитви. У західних українських губерніях і в Царстві Польському такі ж заборонні заходи запроваджувалися для унійців, які не визнавали себе православними. Пригнічувалися інородці й іновірці, зокрема ламаїсти (калмики і буряти).
Через політику войовничого російського націоналізму («Россия для русских») загострилося єврейське питання. Уперше верховна влада відкрито проголосила принцип етнічної переваги у ставленні до євреїв. У багатьох містечках, зокрема й українських, прокотилася хвиля єврейських погромів (1881), на які державна поліція не звертала уваги. «Тимчасовими правилами для євреїв» від 3 травня 1882 року підтверджувалася межа єврейської осілості, за винятком Ростова-на-Дону й Таганрога (1887), євреям заборонялося набувати й орендувати орні землі. 1891 року з Москви та Московської губернії було виселено близько 17 тис. євреїв із забороною ремісникам-євреям там оселятися взагалі. З 1887 року запроваджена відсоткова норма для прийому євреїв до вищих і середніх навчальних закладів. Фактично заборонено євреям набувати професії присяжних повірених, а полякам — обіймати державні посади в західних губерніях і Царстві Польському.
При Олександрі III продовжувалася політика експансії імперії на схід із тенденцією до централізації управлінських процесів у набутих землях та включення їх до загальної адміністративної державної системи. На Кавказі ліквідовано намісництво (1882), у Сибіру — Західносибірське (1882) й Середній Азії — Оренбурзьке (1881) генерал-губернаторства. Вжиті кардинальні заходи з русифікації в масштабах всієї імперії, зокрема, в прибалтійських губерніях поширено судову реформу із запровадженням російської мови в діловодство. Олександр III схвалив висновки наради 8 жовтня 1881 року про дотримання Емського указу 1876 року щодо заборони і переслідування української мови.

## Зовнішня політика
За спогадами, молодий Олександр був дуже вражений поразкою Росії у Кримській війні та смертю внаслідок цього його діда — імператора Миколи І. У зовнішній політиці він та його міністр закордонних справ Микола Гірс проводили суто обачну політику, прагнучи захистити країну від усіляких авантюр.
Зовнішня політика в період правління Олександра III окреслювалася рішенням Берлінського конгресу 1878 року, який підсумував наслідки російсько-турецької війни 1877—1878 років. Становище ускладнювалося через загрозу військове протистояння з Великою Британією у зв'язку з підкоренням Росією середньоазійських володінь, а також з Австро-Угорщиною, яка протидіяла посиленню російського впливу на Балканському півострові, особливо після утворення великої слов'янської держави — Болгарії. Відбулося погіршення російсько-німецьких стосунків, натомість Російська імперія зблизилась з Францією, що призвело до створення франко-російського союзу (1891—1893). За уникнення участі у воєнних конфліктах Олександр III отримав прізвисько «Царя-Миротворця». Завершив приєднання до Російської імперії земель у Середній Азії.

## Вшанування
Іменем імператора Олександра III названо атомний підводний човен з балістичними ракетами «Імпєратор Олександр III» проєкту 955 «Борей».